# کارازینو
کارازینو (به پرتغالی: Carazinho) یک شهرداری در برزیل است که در ریو گرانده جنوبی واقع شده‌است. کارازینو ۶۷۶ کیلومتر مربع مساحت و ۶۲٬۲۶۵ نفر جمعیت دارد و ۶۰۳ متر بالاتر از سطح دریا واقع شده‌است.